# De film van Ome Willem

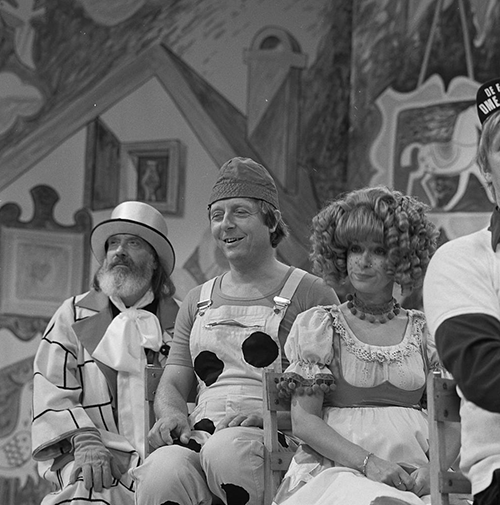
August (l.), Toon (m.) en Teun (r.) in 1981

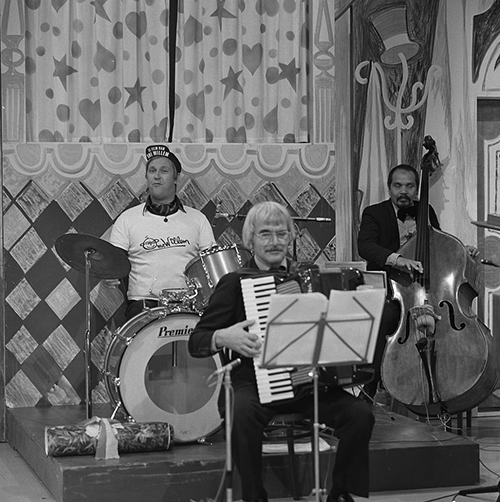
Ome Willem (Edwin Rutten), de grote grijze geitenbreier (Harry Mooten) en de papjesgeitenbreier (Frank Noya) in 1981

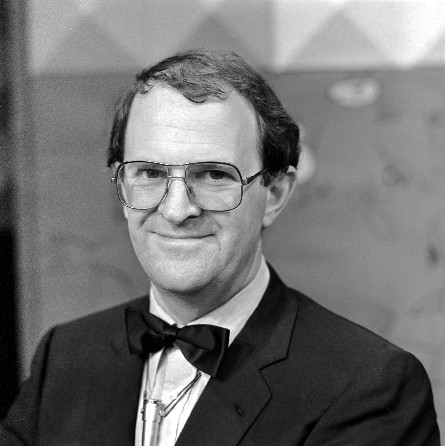
De hoofdgeitenbreier (Harry Bannink) in 1978

De film van Ome Willem is een kinderprogramma uitgezonden door de VARA tussen 1974 en 1989, met liedjes en kleine voorstellingen. Vanaf 2000 werden de shows in de ochtenduren in de schoolvakanties herhaald op Z@ppelin.

## Geschiedenis
Elke aflevering begon met Ome Willem (Edwin Rutten) die door een papieren deur kwam binnenlopen en die vervolgens de kinderen in de studio en de kinderen die keken uitbundig begroette. De papieren deur had hierbij in elke aflevering een ander motief. Vervolgens ontving Ome Willem tekeningen van de kinderen, begroette de geitenbreiers en gaf de grote grijze geitenbreier een kus op zijn hoofd. Hierna beklom Ome Willem zijn drumstel en zong onder begeleiding van de geitenbreiers Luister even wat ik vraag? met de bijzondere uitspraak Lust je ook een broodje poep?
Vervolgens werd er (al dan niet zingend) een sketch opgevoerd door Ome Willem, Teun, Toon en August waarbij het thema werd geïntroduceerd en er dikwijls een conflict tussen de personages ontstond. Ome Willem ging daarna alleen op pad terwijl de camera hem volgde in de zogenaamde buitenfilmpjes, hierna verscheen Ome Willem weer voor de kinderen in de studio en benaderde ze direct met het probleem dat met het thema samenhing. Dan was de beurt aan de poppenkast met Jan Klaassen, Katrijn en Jantje, tot slot werd er een eindsketch opgevoerd waarbij het thema vrolijk en met een happy end werd afgesloten onder begeleiding van het liedje Deze vuist op deze vuist aan het eind van het programma.
De muziek van het programma werd verzorgd door het combo van Harry Bannink, die als hoofdgeitenbreier van het orkestje jarenlang achter de piano zat, met Ome Willem op het drumstel. De overige geitenbreiers waren Harry Mooten (de grote grijze geitenbreier) en Frank Noya (de papjesgeitenbreier).
Tevens was de poppenkast met Jan Klaassen en Katrijn een regelmatig terugkerend onderdeel verzorgd door Pieke Dassen.
In de voorstellingen speelden de acteurs Jennifer Willems (Teun), Aart Staartjes (Toon) en Pieke Dassen (August), die daarin eigenwijze kinderen moesten voorstellen. Teun was daarbij een typisch meisje dat zich met meisjesdingen bezighield, maar ook goed van zich af kon bijten. Toon speelde een typische ruige jongen die hield van voetballen en vechten, terwijl August een dromerig en rustig kind speelde dat zich echter niets liet wijsmaken.
De acteurs spraken ook de stemmen van de poppen in, Jennifer Willems leende haar stem voor Katrijn, Pieke Dassen de zijne voor Jan Klaassen en Aart Staartjes die van hem voor Jantje.
Ome Willem was een ietwat autoritaire oom die enerzijds heel uitbundig en aardig, maar anderzijds ook heel onredelijk uit de hoek kon komen.
Een schrijverscollectief van Willem Wilmink, Karel Eykman, Hans Dorrestijn, Ries Moonen, Fetze Pijlman en Jan Riem leverde belangrijke tekstuele bijdragen aan het programma.

## Trivia
- De eerste afleveringen werden uitgezonden vanuit studio Bellevue, later in de studio, waar het decor tot tweemaal toe radicaal veranderde. Tevens waren de eerste uitzendingen uit het voorjaar van 1974 in zwart-wit.[1]
- De kostuums van Ome Willem, Teun, Toon en August veranderden eveneens dikwijls, de geitenbreiers zaten van begin tot eind keurig in smoking.
- Ome Willem hield er een unieke vocabulaire op na met uitdrukkingen rakkers en rekels, Joepie de poepie of ro ra rillen, ga maar zitten op je billen.
- In de buitenfilmpjes werden de stemmen eerst achteraf ingesproken door Edwin Rutten. Het eerste gedeelte van elk filmpje speelde zich ook daadwerkelijk buiten af met de echte Ome Willem, maar in het tweede gedeelte van elk filmpje werden Ome Willem en zijn medespelers uitgebeeld door poppetjes. De filmpjes werden gemaakt door cameraman Richard Laurant meestal samen met Rob Numan die ook de poppetjes maakte. Later werden de filmpjes met een pratende Ome Willem opgenomen, Siem Suurhoff was hierbij weleens Ome Willems tegenspeler. Na 1986 verdwenen de buitenfilmpjes.
- Er vond dikwijls interactie plaats tussen de acteurs, de poppen uit de poppenkast, de geitenbreiers en de kinderen uit het publiek, ook sprak Ome Willem vaak direct tegen de kijker.
- In de laatste aflevering van seizoen 13 vertrok Ome Willem naar Vuurland. Het was de bedoeling dat dit de slotuitzending was, maar wegens de populariteit ging het programma gewoon door. In de eerste aflevering van seizoen 14 arriveert Ome Willem op zijn nieuwe woonplek (die overigens verbazend genoeg identiek is aan zijn vorige woonplek) met August die als verstekeling is meegereisd. De geitenbreiers zijn ook te zien, de personages Toon en Teun verdwenen echter van de voorgrond.[2] Aart Staartjes (Toon) bleef echter wel actief achter de schermen als regisseur en sprak tevens de stemmen van Katrijn en Jantje in. Ook keerde hij soms terug als gastspeler (Boef of eenmalig de koningin).
- Er speelden regelmatig bekende (en onbekende) acteurs mee als een eenmalig personage dat op bezoek kwam (o.a. Joke Bruijs, Karin Bloemen, Wieteke van Dort, Imca Marina, Haye van der Heyden en Frits Lambrechts).
- Aan het einde van het programma stelde Edwin Rutten mondeling de geitenbreiers, acteurs en gastacteurs voor, waarna hij uiteindelijk zichzelf voorstelde, en hierna begon de aftiteling, waarin de rest van de crew achter de schermen werd vermeld.
- De kijkers thuis konden zelf meedoen met het eindlied Deze vuist op deze vuist door hun vuisten klimmenderwijs op elkaar te stapelen, net als de kinderen in de studio.
- Na het overlijden van Aart Staartjes op 12 januari 2020 is Edwin Rutten nog het enige levende lid van de cast.
- De buitenopname van de aflevering, IJspret, werd opgenomen bij de Kunstijsbaan De Vechtsebanen aan de Mississippidreef 151 in Utrecht.

## Citaten
In het programma zat een aantal vaste uitspraken, vooral in Ome Willems introlied.
- 'Wat ik ook nog vragen wil, is er hier een krokodil?'
- 'Met een papje, met een papje...' zei papjesgeitenbreier Frank Noya (contrabas) altijd wanneer ome Willem bloemkool noemde. Bijvoorbeeld: 'Lusten jullie ook bloemkool dan? - Met een papje, met een papje!'
- 'Luister even wat ik roep, lust jij  ook een... Broodje poep?' (waarop de hoofdgeitenbreier dan reageerde met 'ah bah, ome Willem, een broodje poep, dat vinden de kinderen vies'). Ome Willem reageerde hier zelf op met 'Stomme Ome Willem, ik met m'n broodje poep' en sloeg zichzelf hierbij met zijn drumstokjes, zogenaamd, op zijn hoofd.

## Dvd's
In 2010 is een dvd-box uitgegeven met een aantal afleveringen van de serie. De totale speelduur van de 5 dvd's is 610 minuten.
Dvd 1
- August is zoek
- De clowns leren zwemmen
- Ome Willem houdt grote schoonmaak
- Toon heeft een geit gevonden

Dvd 2
- Ome Willem heeft een lui oog
- IJspret
- We gaan kamperen
- Naakt of bloot

Dvd 3
- Ome Willem gaat goochelen
- Ome Willem is weg
- Waar zijn de lucifers
- Behangen

Dvd 4
- Ome Willem is verliefd
- August moet in bad
- Ome Willem zet zijn schoen
- Gast aan tafel

Dvd 5
- August past op het huis
- August wil bij de politie
- De broer van Ome Willem
- Op de camping